# رائول فابیانی
رائول فابیانی (انگلیسی: Raúl Fabiani؛ زادهٔ ۲۳ فوریهٔ ۱۹۸۴) بازیکن فوتبال اهل اسپانیا است.
از باشگاه‌هایی که در آن بازی کرده‌است می‌توان به باشگاه فوتبال ویارئال و باشگاه فوتبال پونه اشاره کرد.
وی همچنین در تیم ملی فوتبال گینه استوایی بازی کرده‌است.